# 埃帕尔涅
埃帕尔涅（法語：Épargnes，法語發音：[epaʁɲ] ⓘ）是法国滨海夏朗德省的一个市镇，位于该省西南部，属于桑特区。

## 地理
埃帕尔涅（45°32'32"N, 0°48'10"W）面积23.4 平方千米，位于法国新阿基坦大区滨海夏朗德省，该省份为法国西部滨海省份，北起旺代省，西临大西洋，南至吉倫特省，东南接多爾多涅省，东北接德塞夫勒省接壤，东临夏朗德省。
与埃帕尔涅接壤的市镇（或旧市镇、城区）包括：阿尔斯、巴尔藏、舍纳克-圣瑟兰迪泽、科兹、圣安德烈德利东、维罗莱。

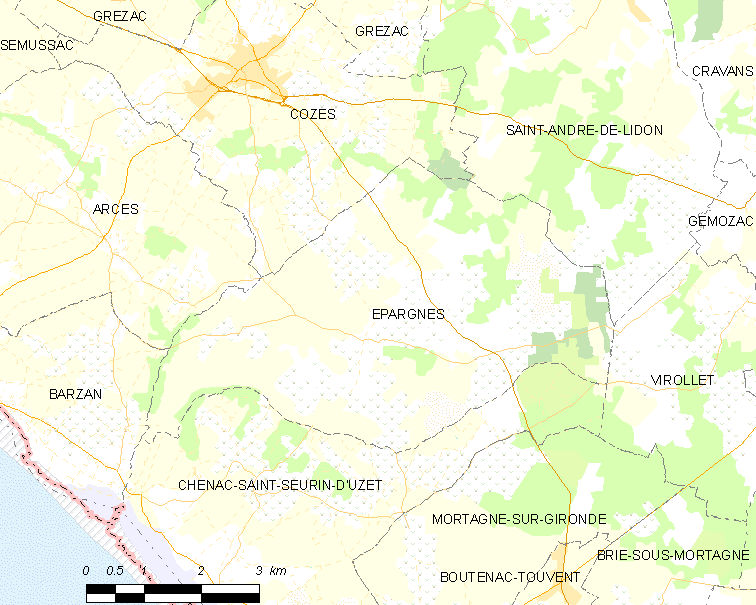
埃帕尔涅的OSM定位图

埃帕尔涅的时区为UTC+01:00、UTC+02:00（夏令时）。

## 行政
埃帕尔涅的邮政编码为17120，INSEE市镇编码为17152。

## 政治
埃帕尔涅所属的省级选区为桑通日-河口县。

## 人口

1962-2008年间埃帕尔涅人口变化图示

埃帕尔涅于2022年1月1日时的人口数量为925人。